# Дельменгорстське графство
Дельменго́рстське гра́фство (нім. Grafschaft Delmenhorst) — маленьке німецьке графство у 1281—1774 роках зі столицею в нижньосаксонському місті Дельменгорст. Керувалося графами із молодшої гілки Ольденбурзького дому, представниками старої саксонської знаті. Перебувало у складі Священної Римської імперії (до 1667) і Данії (1667—1773). 1420 року було в унії з Бременським архієпископством, а 1447 року — із Ольденбурзьким графством. У 1482—1547 роках територію графства тимчасово контролювало сусіднє Мюнстерське єпископство, яке втратило його на користь Ольденбургу. 1667 року перейшло під данський контроль разом із Ольденбургом. За умовами Копенгагенського договору (1767) і Царськосільського трактату (1773), Данія обміняла графство на частину Шлезвігу-Гольштейну: Дельменгорст перейшов герцогу Гольштейнському Павлу (майбутньому російському імператору Павлу І), який віддав його своєму дядькові Фрідріху-Августу І. Той став останнім графом Дельменгорстським і першим герцогом Ольденбурзьким.

## Історія

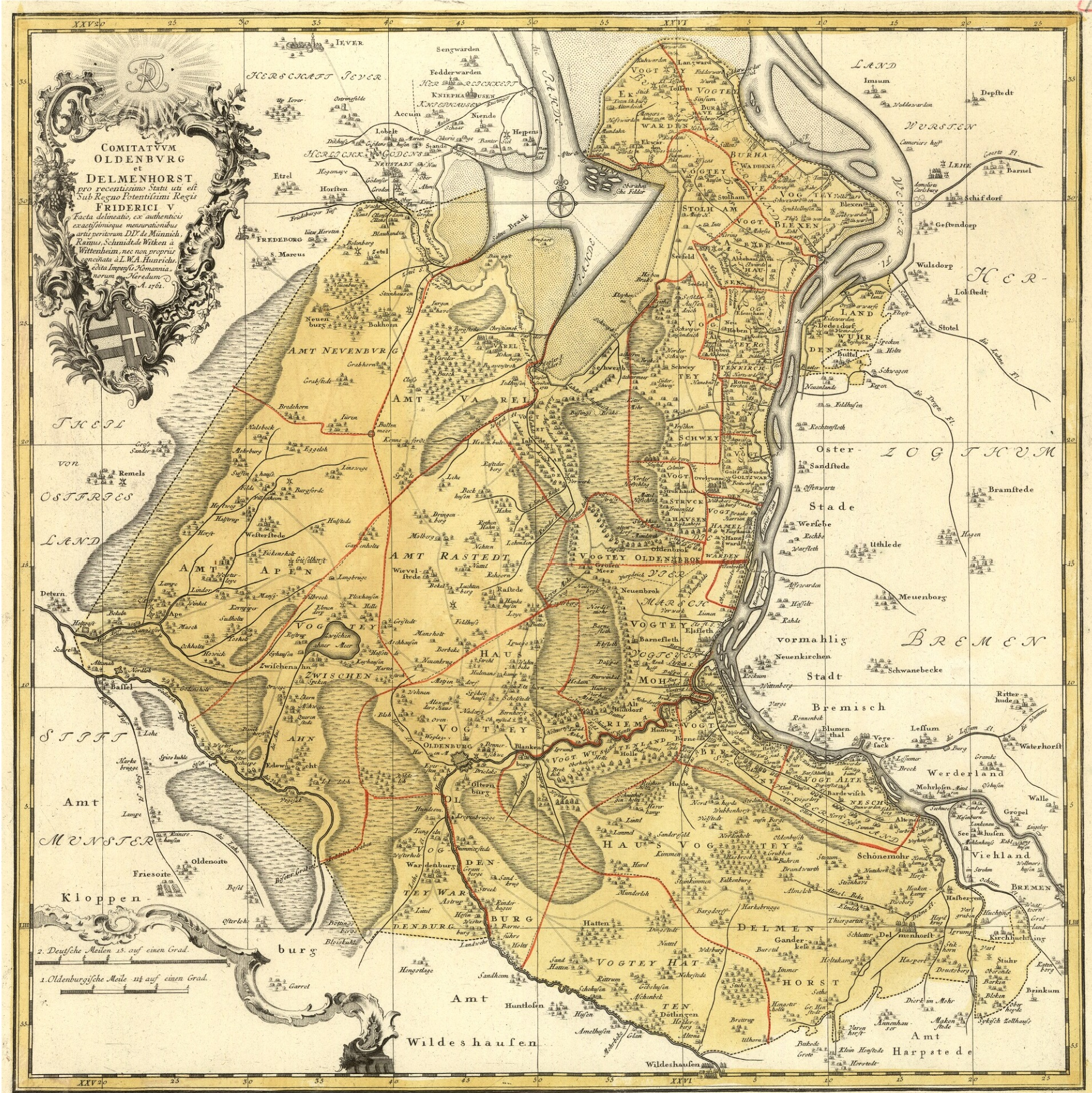
Дельменгорстське і Ольденбурзке графства в 1761 році

- 1767: Копенгагенський договір. Росія обіцяє віддати Данії частину Шлезвігу-Гольштейну в обмін на графства Ольденбурзьке і Дельменгорстське.
- 1773: Царськосільський трактат. Росія виконує умови Копенгагенського договору. Російський великий князь і гольштейнський герцог Павло (майбутній російський імператор Павло І) віддає Дельменгорст своєму дядьку Фрідріху-Августу І.
- 1774: графство перестало існування у зв'язку із перетворенням Ольденбурзького графства на Ольденбурзьке герцогство.

## Державний устрій

### Графи
- 1773: Пауль (згодом — російський імператор Павло I)
- 1773—1774: Фрідріх-Август I